# Bucharest Pride

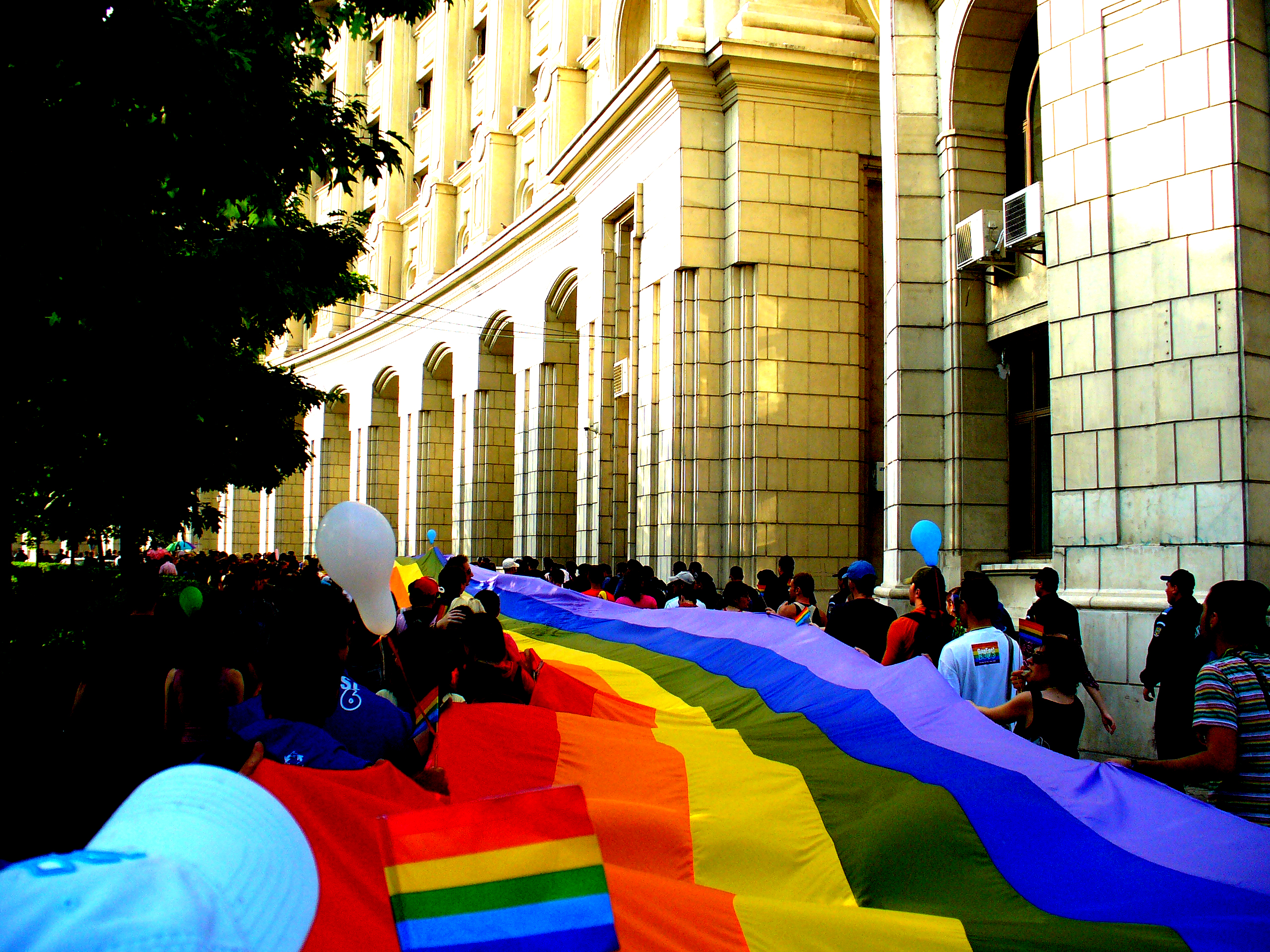
Un rainbow flag géant durant la GayFest, en 2006.

Bucharest Pride, connu jusqu'en 2013 comme GayFest, est le festival gay annuel de Bucarest en Roumanie. Il a eu lieu pour la première fois en 2004 et se tient désormais en mai-juin pendant presque une semaine. 
Organisé par Accept, la plus grande organisation roumaine de défense des droits des personnes LGBT, ce festival reçoit des financements publics du ministère de la santé et du conseil national de lutte contre les discriminations, et de quelques organisations privées, tels que l'Open Society Institute et le British Council en Roumanie. 
Le festival est riche de plusieurs événements culturels (projections de films, pièces de théâtre...), de conférences et de débats sur les questions LGBT et est également l'occasion de nombreuses soirées festives.
Depuis 2005 le festival s'accompagne d'une Gay Pride.